# 特日內茨
特日內茨（捷克語：Třinec，[ˈtr̝̊ɪnɛts] ⓘ；波蘭語： [ˈtʂɨɲɛt͡s] ⓘ；德語： [ˈtʃɪni̯ɛts]）是捷克的城市，位於該國東部摩拉維亞-西利西亞州、奧爾扎河畔，距離俄斯特拉發約45公里，人口約3.4萬。

## 外部連結
Archive.today的存檔，存档日期2012-12-10 （捷克文）